# Championnats d'Afrique de trampoline 2016
Navigation
Édition précédente Édition suivante
Les championnats d'Afrique de trampoline 2016 se déroulent du 1er septembre au 3 septembre 2016 à Walvis Bay, en Namibie. Cette édition est organisée conjointement avec les Championnats d'Afrique de gymnastique rythmique 2016,

## Médaillés seniors
| Épreuve                       | Or                                  | Argent                                         | Bronze                 |
| ----------------------------- | ----------------------------------- | ---------------------------------------------- | ---------------------- |
| Compétitions seniors          |                                     |                                                |                        |
| Trampoline individuel hommes  | Benjamin Radebe (RSA)               | Omar Abouelftouh (EGY)                         | Seif Sherif (EGY)      |
| Trampoline individuel femmes  | Ashrakat Ismail (EGY)               | Farah Khalil (EGY)                             | Bianca Zoonekynd (RSA) |
| Trampoline synchronisé hommes | Égypte Mohab Hassan Seif Sherif     | Afrique du Sud Benjamin Radebe Zander Biewenga | non attribuée          |
| Trampoline synchronisé femmes | Égypte Ashrakat Ismail Farah Khalil | non attribuée                                  | non attribuée          |
| Double-mini trampoline hommes | Zander Biewenga (RSA)               | Brendon Van Niekerk (RSA)                      | non attribuée          |
| Double-mini trampoline femmes | Bianca Zoonekynd (RSA)              | non attribuée                                  | non attribuée          |
| Tumbling hommes               | Abdennour Annag (ALG)               | Omar Drareni (ALG)                             | Josepf Nawameb (NAM)   |
| Tumbling femmes               | Bianca Zoonekynd (RSA)              | non attribuée                                  | non attribuée          |

## Médaillés juniors
| Épreuves                      | Or                                                  | Argent                                 | Bronze                         |
| ----------------------------- | --------------------------------------------------- | -------------------------------------- | ------------------------------ |
| Trampoline individuel hommes  | Nour ELBAHAT (EGY)                                  | Abdelkadar SABOUR (ALG)                | Lance POTGIETER (NAM)          |
| Trampoline individuel femmes  | Charlize VAN ZYL (NAM)                              | Carané VAN ZYL (NAM)                   | Noureen GHONEM (EGY)           |
| Trampoline synchronisé hommes | Algérie Abdelkadar SABOUR Noureddine-Younes BELKHIR | Namibie Hanri DE JAGER Lance POTGIETER | Égypte Nour MOHAMD Omar SHAFIK |
| Trampoline synchronisé femmes | Namibie Carané VAN ZYL Charlize VAN ZYL             | Égypte Manar HASSAN Noureen GHONEM     |                                |
| Double-mini trampoline hommes | Onke MANGELE (RSA)                                  | Seth MALOY (RSA)                       | Kamaz NECHVILE (NAM)           |
| Double-mini trampoline femmes | Charlize VAN ZYL (NAM)                              | Charne STEYN (RSA)                     | Asithandile NAMA (RSA)         |
| Tumbling hommes               | Gaofenngwa TLATSANA (RSA)                           | Emile PITT(NAM)                        | Francois BREYTENBACH (RSA)     |
| Tumbling femmes               | Carané VAN ZYL (NAM)                                | Carmi VAN NIEKERK (RSA)                | Thalia LOVEIRA (NAM)           |